# Augusto Castro
Augusto Castro Herrera (nascido em 19 de dezembro de 1986) é um ex-ciclista de BMX colombiano.
Representou seu país, Colômbia, no ciclismo nos Jogos Olímpicos de Verão de 2008.